# Cryphia similis
Cryphia similis là một loài bướm đêm trong họ Noctuidae.